# ویرجینیا میو
ویرجینیا میو (انگلیسی: Virginia Mayo؛ زادهٔ ۳۰ نوامبر ۱۹۲۰ – ۱۷ ژانویهٔ ۲۰۰۵) یک هنرپیشه و رقاص اهل ایالات متحده آمریکا بود. وی بین سال‌های ۱۹۳۹ تا ۱۹۹۷ میلادی فعالیت می‌کرد.

## گزیده فیلمشناسی
از فیلم‌ها یا برنامه‌های تلویزیونی که وی در آن نقش داشته‌است می‌توان به آثار زیر اشاره کرد.
- جک لندن (۱۹۴۳)
- بهترین سال‌های زندگی ما (۱۹۴۶)
- زندگی پنهان والتر میتی (۱۹۴۷)
- اوج التهاب (۱۹۴۹)
- مشعل و کمان (١٩٥٠ )
- جام نقره (۱۹۵۴)

## درگذشت
مِیو بر اثر ذات الریه و عوارض نارسایی احتقانی قلب در منطقه لس آنجلس در 17 ژانویه 2005 در سن 84 سالگی در خانه سالمندانی در هزار اوکس درگذشت.